# Smicorhina
Smicorhina is een geslacht van kevers uit de familie bladsprietkevers (Scarabaeidae). Het geslacht werd voor het eerst wetenschappelijk beschreven in 1847 door Westwood.

## Soorten
- Smicorhina concolor Moser, 1918
- Smicorhina sayi Westwood, 1847